# Amphisbaena alba
La tatacoa o ibijara (Amphisbaena alba) es un saurópsido de la familia amphisbaenidae que se encuentra en el norte y centro de Sudamérica.

## Descripción
Sus hábitos son subterráneos. Mide en promedio 60 cm de longitud y carece de extremidades. Puede reptar hacia adelante o hacia atrás y la cabeza y la cola tienen aspecto exterior similar para confundir a los depredadores y a sus presas, por lo que se le llama "culebra de dos cabezas". Los ojos son rudimentarios debido al uso de la cabeza para excavar, por lo que se le llama "víbora ciega". La coloración varía de bronceada o rojiza a gris o blanca.

## Alimentación
Se alimenta de hormigas, termitas y otros invertebrados.